# Marili
Marili ist eine deutsche Filmromanze von 1959 unter der Regie von Josef von Báky. Neben Sabine Sinjen und Paul Hubschmid, die die Hauptrollen spielen, sind Helmuth Lohner und Hanne Wieder in tragenden Rollen besetzt. 
Das Drehbuch basiert auf Stefan Zagons Bühnenstück Marika. 

## Handlung
Der erfolgreiche Bühnenautor Robert Orban hat sich zum Bedauern seines Verlegers sowie seines Intendanten seit mehr als zwei Jahren auf seinen Landsitz zurückgezogen und kaum noch etwas von sich hören lassen. Als er die beiden Männer nach dieser langen Zeit wieder aufsucht, erfahren sie auch, warum. Vor zwei Jahren änderte sich sein Leben von heute auf morgen. Bei einem Waldspaziergang erwischte er seine Frau Ella in einer Blockhütte im Wald – und sie war nicht allein. Bei dieser Gelegenheit machte er die Bekanntschaft eines blutjungen Mädchens, das dort nach dem Tod seines Großvaters völlig abgeschieden von jeder Zivilisation lebte. Es kostete ihn einige Kraft Marili, wie sie sich nannte, dazu zu bewegen, ihre Hütte zu verlassen und mit in den kleinen Ort am Fuße des Berges zu kommen. Robert sorgte dafür, dass Marili alles lernte, was nötig war, um aus ihr eine junge Dame zu machen. So lernte sie mit Messer und Gabel umzugehen, sich geschmackvoll zu kleiden, und erhielt neben Sprachunterricht auch sonst alles, was ein gebildetes junges Mädchen ausmachte. 
Als Orbans Gutsverwalter, der als Marilis Onkel als ihr Vormund eingesetzt worden war, die Befürchtung äußerte, dass Marili sich in Orban verliebt habe, tat der Autor das ab. Trotzdem versuchte er Marili insoweit aus der Reserve zu locken, wurde aber durch ihre Reaktion in seiner Vermutung bestätigt. Als Marili dann die Bekanntschaft des jungen Schauspielers Peter Markwart machte, fiel sie scheinbar auf seine Liebesschwüre herein, die er allerdings aus Orbans letztem Bühnenstück geborgt hatte. Die junge Frau wollte nun unbedingt in die Stadt und zum Theater. Da sie sich davon nicht abbringen ließ, gab Orban nach. Die Erfahrungen, die Marili dort sammelte, waren enttäuschend, so enttäuschend, dass die junge Frau sich dazu hinreißen ließ, einen Auftritt zu inszenieren, den man skandalös nennen könnte. Als Orban eingriff und Marili beiseitenahm, gestand sie ihm, dass sie ihn von Anfang an geliebt habe, das aber habe verbergen wollen. Nun brauchte auch Robert, der längst geschieden war, mit seinen Gefühlen für Marili nicht mehr hinter den Berg zu halten. 
Als Orban an diesem Punkt seiner Geschichte angekommen ist, geht die Tür auf und eine zauberhafte junge Dame tritt ein – Marili, inzwischen Roberts Frau. Dass Orbans neues Stück ein Erfolg werden wird, ist den beiden Männern, die die Geschichte ihres Autors gespannt verfolgt haben, beim Anblick der jungen Dame klar. Und Robert Orban nutzt sogleich geistesgegenwärtig die Gelegenheit, einen nicht unerheblichen Vorschuss auf sein neues Stück zu fordern. 

## Produktionsnotizen
Die Dreharbeiten erstreckten sich über die Monate September und Oktober 1959 und fanden in Hintersee (Ramsau) sowie in den CCC-Studios in Berlin-Spandau statt. Für die Filmbauten waren Erich Kettelhut und Albrecht Hennings verantwortlich, die Kostümberatung lag bei Charlotte Flemming. Produktionsfirma war die CCC Filmproduktion GmbH (Berlin) des Produzenten Artur Brauner. Die Produktionsleitung hatte Fritz Klotzsch inne. Ottokar Runze assistierte Josef von Báky. Für Georg Haentzschel war dies die letzte Kinofilmkomposition.
Der Erstverleih des Films fand über die Gloria-Filmverleih GmbH (München) statt. In der FSK-Prüfung am 23. November 1959, Nummer 21158, wurde Marili ab 16 Jahren freigegeben mit dem Zusatz „feiertagsfrei“. Uraufgeführt wurde der Film am 27. November 1959 gleichzeitig in mehreren Städten in der Bundesrepublik Deutschland.

## Kritik
Die Kritik des Lexikon des internationalen Films fiel folgendermaßen aus: „Komödienversuch, der den Erfolg des Films Stefanie (1959) parodistisch aufwärmen will; die Ironie der Regie bleibt jedoch unscharf und versickert im Banalen.“
Für Cinema war die Verfilmung ein „ganz banaler ‚My Fair Lady‘-Abklatsch“.